# 卡巴納殖民地 (佛羅里達州)
卡巴納殖民地（英語：Cabana Colony）是位於美國佛羅里達州棕櫚灘縣的一個人口普查指定地區。

## 地理
卡巴納殖民地的座標為26°51′20″N 80°05′12″W / 26.85556°N 80.08667°W，而該地最高點為海拔高度4米（即13英尺）。

## 人口
根據2010年美國人口普查的數據，卡巴納殖民地的面積為1.17平方千米，當中陸地面積為1.17平方千米，而水域面積為0.00平方千米。當地共有人口2391人，而人口密度為每平方千米2,043人。